# Hita
Hita és un municipi espanyol pertanyent a la província de Guadalajara, a la comunitat autònoma de Castella-la Manxa.